# Liga Caacupeña de Deportes
La Liga Caacupeña de Fútbol es una de las diecisiete ligas regionales de fútbol, correspondiente a la Federación de Fútbol del Tercer Departamento de La Cordillera, a su vez afiliada a la Unión del Fútbol del Interior.
Su local propio se halla en el barrio Buena Vista de Caacupé, en la calle Capitán Domínguez Nº 1016 esquina 4ª Proyectada.

## Historia
Sus clubes integrantes formaban anteriormente parte de la Federación Deportiva de la Cordillera, que luego se dividió en las federaciones barrereña (de la ciudad Eusebio Ayala) y caacupeña.
Fue fundada originalmente como Federación Caacupeña de Deportes, en fecha 25 de enero de 1980, siendo su primer presidente el Sr. Julian Britos.
La actual denominación de Liga Caacupeña de Fútbol fue adoptada en Asamblea General Extraordinaria, realizada en fecha 29 de agosto de 2009 con arreglo a lo estipulado en el Estatuto y Reglamento de la Unión del Fútbol del Interior y la Ley del Deporte.[cita requerida]
En la actualidad cuenta con 38 clubes, 18 de los cuales militan en la División de Ascenso, la cual fuera creada en 1982.
La selección caacupeña logró coronarse campeona del Nacional B edición 2012 en su primera participación en la misma, por lo que a partir de ella se creará un club representativo de esta Liga (antes del inicio del campeonato próximo de la segunda división) para jugar en el año 2013 en la División Intermedia de la Asociación Paraguaya de Fútbol.

### Clubes fundadores
- 4 de Octubre
- 6 de Enero
- 8 de Diciembre
- General Díaz
- Juventud Cordillerana – Potrero
- River Plate
- Sol de Mayo
- Sport Guarán
- Mariscal López
- Teniente Fariña
- 13 de Junio
- Caccupemi
- Cerro Cora de Azcurra
- 12 de octubre
- Loma
- 12 de junio
- Sportivo Guaran
- 1 de Enero

## Palmarés

### U. F. I.
- Campeón Regional de la Cordillera del Campeonato Nacional Interligas (7): 1993, 1995, 1997, 1999, 2001, 2009 y 2022
- Campeonato Nacional Interligas (1): 2010.[2]
  - Vicecampeón del Interligas (1): 2002.

### Nacional
- Primera División Nacional B (1): 2012.

### Internacional
- Copa Internacional San Isidro de Curuguaty (1): 2010.[3]